# Юмие Кочак
Юмие Кочак (на турски: Ümmiye Koçak) е турска актриса, режисьорка, писателка и фермерка.

## Биография
Родена е на 1 март 1957 г. в село Челемли, околия Юрегир, вилает Адана, Турция. Израства в семейство на 10 деца. След началното училище родителите ѝ прекъсват нейното образование. Въпреки това тя проявява интерес към книгите. След като се омъжва, се премества в Мерсин. През 2001 г. основава Женска театрална група „Арсланкьой“ с цел да привлече вниманието към живота на жените на село. Първата пиеса на основаната от нея група е пиесата на Ремзи Йозчелик, наречена Таш Бадемлери. Тогава тя изнася на сцената пиесата „Женски плач“, която олицетворява нейните собствени истории. Пиесата ѝ „Копнежни цветя“ е поставена на международния театрален фестивал „Сабанджъ“ в Адана през 2006 г. Тя пише и режисира сценария на филма Yün Bebek, който обръща внимание на насилието над жени, с доходите, които печели от земеделие. С филма, чиято премиера се състои на 49-ия филмов фестивал „Златен портокал“ в Анталия, тя е отличена с наградата „Най-добра евразийска актриса в киното“ на Евразийския филмов фестивал в Ню Йорк. През 2017 г. режисира реклама на Тюрк Телеком с участието на Кристиано Роналдо.